# 纖維蛋白原
纖維蛋白原（英語：Fibrinogen，又称为血纖維蛋白原）是一種蛋白質，能夠溶解於水。血小板破裂時，會釋出凝血致活酶，在鈣離子的作用下催化凝血酶原變成凝血酶，凝血酶將血漿中原本可水溶的纖維蛋白原凝固成為變成不溶於水的纖維蛋白，纖維蛋白扭結其他血細胞成團，凝固成為血塊。纖維蛋白原（因子I）是脊椎動物在血液中循環的糖蛋白。在組織和血管損傷期間，它通過凝血酶酶促轉化為纖維蛋白，隨後轉化為基於纖維蛋白的血凝塊。纖維蛋白原主要起到阻塞血管的作用，從而阻止過度出血。然而，纖維蛋白原的產物纖維蛋白結合併降低凝血酶的活性。這種活動，有時稱為抗凝血酶I，用於限制血液凝固。由於纖維蛋白原基因或低纖維蛋白原條件的突變導致的這種抗凝血酶1活性的喪失或減少可導致過度的血液凝固和血栓形成。纖維蛋白還介導血小板和內皮細胞擴散，組織成纖維細胞增殖，毛細管形成和血管生成，從而起到促進組織血運重建，傷口癒合和組織修復的作用。
2在各種先天性和獲得性人纖維蛋白原相關病症中發生纖維蛋白原減少和/或功能失調。這些疾病代表了一組臨床上重要的罕見病症，其中個體可能出現嚴重的病理性出血和血栓形成;這些病症分別通過補充血液纖維蛋白原水平和抑制血液凝固來治療。某些這些疾病也可能是肝臟和腎臟疾病的原因。
纖維蛋白原是“陽性”急性期蛋白質，即其血液水平響應於全身性炎症，組織損傷和某些其他事件而升高。它在各種癌症中也升高。已經提出炎症以及癌症和其他病症中纖維蛋白原水平升高是伴隨這些病症的血栓形成和血管損傷的原因。

## 參看
- 纖維蛋白
- 血液

## 外部連結
- Jennifer McDowall/Interpro: Protein Of The Month: Fibrinogen. （页面存档备份，存于） (engl.)
- D'Eustachio/reactome: fibrinogen → fibrin monomer + 2 fibrinopeptide A + 2 fibrinopeptide B[永久]